# Araneus diabrosis
Araneus diabrosis là một loài nhện trong họ Araneidae.
Loài này thuộc chi Araneus. Araneus diabrosis được Charles Athanase Walckenaer miêu tả năm 1842.